# (6084) Bascom
(6084) Bascom (1985 CT) – planetoida z pasa głównego asteroid.

## Odkrycie
Planetoida została odkryta 12 lutego 1985 roku przez małżeństwo amerykańskich astronomów Carolyn Shoemaker i Eugene’a Shoemakera.

## Orbita
Orbita 6084 Bascom nachylona jest do płaszczyzny ekliptyki pod kątem 23,0°. Na jeden obieg wokół Słońca ciało to potrzebuje 3,52 roku, krążąc w średniej odległości 2,31 j.a. od Słońca. Mimośród orbity tej planetoidy to 0,23.

## Właściwości fizyczne
Bascom ma średnicę ok. 9 km. Jego jasność absolutna to 12,8m. Okres obrotu tej planetoidy wokół własnej osi to 2,74 godziny. 

## Księżyc planetoidy
Na podstawie obserwacji analizy jasności krzywej blasku, zidentyfikowano w pobliżu tej asteroidy naturalnego satelitę o średnicy szacowanej na ok. 3,5 km. Odkrycia tego dokonali D. Higgins oraz P. Pravec w obserwatorium Ondrejov bazując na obserwacjach planetoidy Bascom od 29 grudnia 2005 do lutego 2006 roku. Obydwa składniki układu obiegają wspólny środek masy w czasie ok. 43,45 godziny. Bascom znajduje się w odległości ok. 7 km, a jego satelita ok. 32 km od barycentrum. Średnia odległość obydwu składników od siebie to ok. 39 km.
Satelita otrzymał prowizoryczne oznaczenie S/2006 (6084) 1.